# Hanna-Barbera Studios Europe
Hanna-Barbera Studios Europe Ltd. (HBSE, cunoscut de asemenea ca Great Marlborough Productions), fostul Cartoon Network Development Studio Europe și Cartoon Network Studios Europe, este un studio de animație britanic cu sediul la Londra și deținut de divizia Warner Bros. Television Studios UK a Warner Bros. International Television Production, o subsidiară a Warner Bros. Television Group. Este filiala EMEA a Cartoon Network Studios.
Pe 7 aprilie 2021, s-a anunțat că studioul a fost redenumit ca Hanna-Barbera Studios Europe, aducând tribut către studioul american original, fondat de câștigătorii de Oscar și Emmy William Hanna și Joseph Barbera pe 7 iulie 1957. Numele Hanna-Barbera a fost anterior reînviat de Warner Bros. Animation pentru seriale și filme bazate pe francize clasice, inclusiv de la al cincilea până la al treisprezecelea filme direct-pe-video de animație Scooby-Doo, Familia Jetson și WWE: Robo-WrestleMania!, serialul reboot din 2017 al Curse Trăsnite și Yabba Dabba Dinozauri.
Sub noul nume, primele proiecte care au primit undă verde au fost un film și un serial nou legate de Uimitoarea lume a lui Gumball.

## Filmografie

### Seriale de televiziune
| Titlu                                  | Creator(i)/ dezvoltator(i)                 | An(i)                                                               | Coproducție                                                                | Canal                                                                        | Note                                               |
| -------------------------------------- | ------------------------------------------ | ------------------------------------------------------------------- | -------------------------------------------------------------------------- | ---------------------------------------------------------------------------- | -------------------------------------------------- |
| Uimitoarea lume a lui Gumball          | Ben Bocquelet                              | 2011–prezent                                                        | Studio SOI Boulder Media Limited (sezonul 1) Dandelion Studios (sezonul 1) | Cartoon Network (SUA, internațional din sezonul 7) Hulu (SUA, din sezonul 7) |                                                    |
| Elliott Pământeanul                    | Guillaume Cassuto Mic Graves Tony Hull     | 2021                                                                | N/A                                                                        | Cartoon Network (SUA)                                                        | [ 7 ] [ 8 ]                                        |
| Aventurile bravului prinț Ivandoe      | Eva Lee Wallberg Christian Bøving-Andersen | 2022–prezent                                                        | Sun Creature Studio                                                        | Cartoon Network (Regatul Unit)                                               |                                                    |
| Foster's Funtime for Imaginary Friends | Craig McCracken                            |                                                                     | Cartoon Network Studios                                                    | Cartoon Network (SUA)                                                        | Spin-off al Casa Foster pentru prieteni imaginari. |
| Fetițele Powerpuff                     | Craig McCracken                            | Reboot al serialului original din 1998.                             | Cartoon Network Studios                                                    | Cartoon Network (SUA)                                                        |                                                    |
| Barbara!                               | Joris Van Hulzen                           | N/A                                                                 | [ 10 ]                                                                     | Cartoon Network (SUA)                                                        |                                                    |
| Hit Squad                              |                                            | Warner Bros. Animation Mr Morris Productions Anderson Entertainment |                                                                            | Serial de animație pentru adulți                                             |                                                    |

### Seriale scurtmetraj
| Titlu                             | Creator(i)/ dezvoltator(i)                 | An(i) | Coproducție                               | Canal                                                          | Note   |
| --------------------------------- | ------------------------------------------ | ----- | ----------------------------------------- | -------------------------------------------------------------- | ------ |
| Aventurile bravului prinț Ivandoe | Eva Lee Wallberg Christian Bøving-Andersen | 2017  | Sun Creature Studio Public Service Puljen | Cartoon Network Scandinavia (Danemarca) YouTube (Regatul Unit) |        |
| Beast Boy: Lone Wolf              | N/A                                        | 2024  | DC Studios                                | Cartoon Network (Regatul Unit)                                 | [ 12 ] |

### Filme
| Titlu                                                     | An  | Coproducție | Note                       |
| --------------------------------------------------------- | --- | ----------- | -------------------------- |
| The Amazing World of Gumball: The Movie! (titlu de lucru) | VFA | Studio SOI  | În dezvoltare; undă verde. |

### Scurtmetraj
| Titlu | An  | Coproducție            | Note                      |
| ----- | --- | ---------------------- | ------------------------- |
| Taz   | VFA | Warner Bros. Animation | În producție; undă verde. |

## Logo-uri

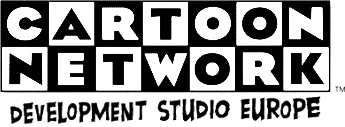
Fostul logo ca Cartoon Network Development Studio Europe folosit pentru Uimitoarea lume a lui Gumball.
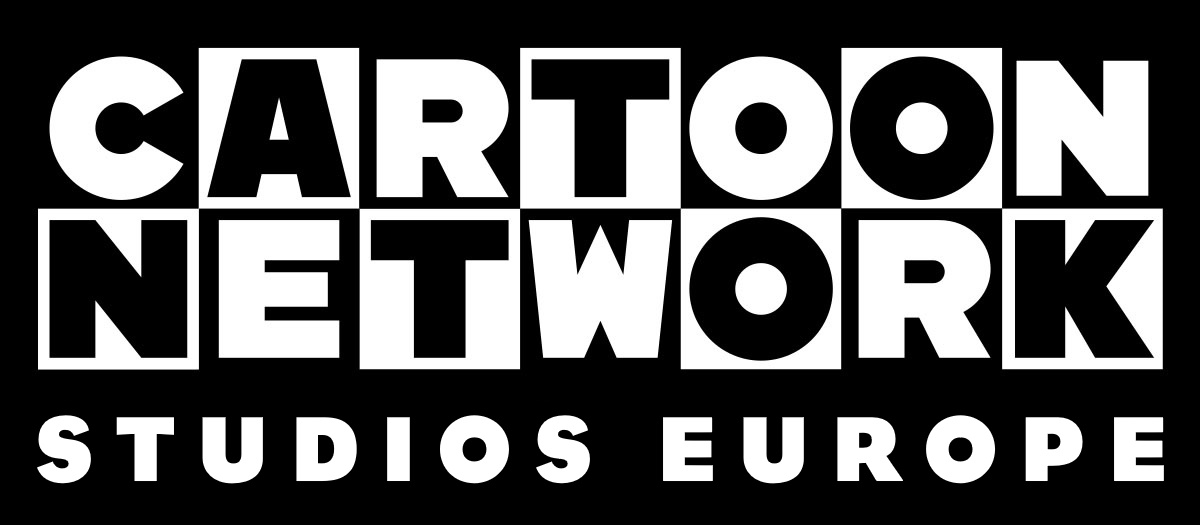
Fostul logo ca Cartoon Network Studios Europe până la rebrand-ul din 2021.
O versiune anterioară a logo-ului ca Hanna-Barbera Studios Europe în 2021, până când a fost înlocuită în același an.